# Hystrix komarovii
Hystrix komarovii là một loài thực vật có hoa trong họ Hòa thảo. Loài này được (Roshev.) Ohwi mô tả khoa học đầu tiên năm 1933.